# Контрагент
Контраге́нт (на латински: contrahens – договарящ се; от contra – против, срещу, и agens – действащ; con-trahere – взаимно противостоя) е страна по договор (или още в процеса на договаряне) в гражданско-правови отношения.
Произхожда от взаимното противопоставяне на страните една на друга. При договарянето на всяко задължение на някоя страна противостои (съответства) право на друга страна и обратно.
В гражданско-правовите отношения под контрагент се разбира която и да е от страните по договора. В ролята на контрагент встъпват страните по договора по отношение една към друга.